# Pegaz (program telewizyjny)
Pegaz – magazyn telewizyjny poświęcony kulturze i sztuce emitowany w TVP w latach 1959–2004, 2009 i 2016–2019.
Symbolem programu jest pegaz (pierwotnie w projekcie plastycznym Wojciecha Zamecznika), a sygnał dźwiękowy stworzył Stefan Zawarski na podstawie Wariacji fortepianowych op. 27 Antona Weberna. Nazwę „Pegaz” zaproponował Grzegorzowi Lasocie Jerzy Urban.

## Emisja
Pierwszy program został wyemitowany 5 września 1959 roku. Jego pomysłodawcą i długoletnim autorem (do odejścia w lutym 1968 roku) był Grzegorz Lasota. Program prowadzili potem m.in.: Maciej Wierzyński, Janusz Rolicki, Krzysztof T. Toeplitz, Andrzej Urbański, Tadeusz Pikulski, Tomasz Jastrun, Marcin Król, Rafał Grupiński i Mirosław Spychalski.
Od października 2000 do grudnia 2003 roku prowadzącymi Pegaza byli Grzegorz Dyduch i Marcin Świetlicki, później Monika Obuchow i Agnieszka Szydłowska, a od stycznia do marca 2003 roku Kazimiera Szczuka. Od marca do czerwca 2003 roku Pegaz był magazynem tworzonym przez zespół (Elżbieta Rottermund, Dominika Affek, Jędrzej Dudkiewicz i Tadeusz Pikulski). 18 września 2003 roku prowadzącym został Piotr Bałtroczyk, zmieniła się też scenografia studia (jej autorką była Ewa Rutowicz). Od 19 września 2004 roku prowadzącym program był Leszek Mazan (reżyseria Iwona Siekierzyńska).
27 grudnia 2004 roku, po 45 latach nieprzerwanej cyklicznej emisji, Pegaz decyzją władz TVP zniknął z anteny.
Po nieco ponad 4 latach przerwy w emisji programu, 14 marca 2009 roku, program w odświeżonej formie powrócił na antenę TVP1 jako 20-minutowa audycja nadawana w soboty. Nowym prowadzącym został Filip Łobodziński.
W listopadzie 2009 roku władze TVP postanowiły ponownie zdjąć program z anteny (ostatni odcinek wyemitowano 5 grudnia 2009 roku).
Po kilkuletniej przerwie (ponad 6 lat), 28 stycznia 2016 roku TVP ogłosiła, że „Pegaz” wróci na antenę. Powrót programu zapowiedział Minister Kultury i Dziedzictwa Narodowego Piotr Gliński na spotkaniu z przedstawicielami TVP i Polskiego Radia. Minister stwierdził, że zależy mu na wprowadzeniu elementów tzw. kultury wysokiej do masowych środków przekazu. Pierwszy odcinek odświeżonej wersji „Pegaza” wyemitowano w TVP1 2 marca 2016 roku o godz. 22.30. Program na antenie TVP1 był emitowany do końca czerwca 2016, a od jesieni 2016 do 19 grudnia 2019 nadawany był na antenie TVP Kultura. Prowadzącymi byli Agnieszka Szydłowska i Marek Horodniczy. Program w późniejszym okresie posiadał także odmiany: Scena Alternatywna i Scena Literacka.